# Pterophorus bystropogonis
Pterophorus bystropogonis is een vlinder uit de familie vedermotten (Pterophoridae). De wetenschappelijke naam van de soort is voor het eerst geldig gepubliceerd in 1908 door Thomas de Grey Walsingham.